# Trąbka pocztowa

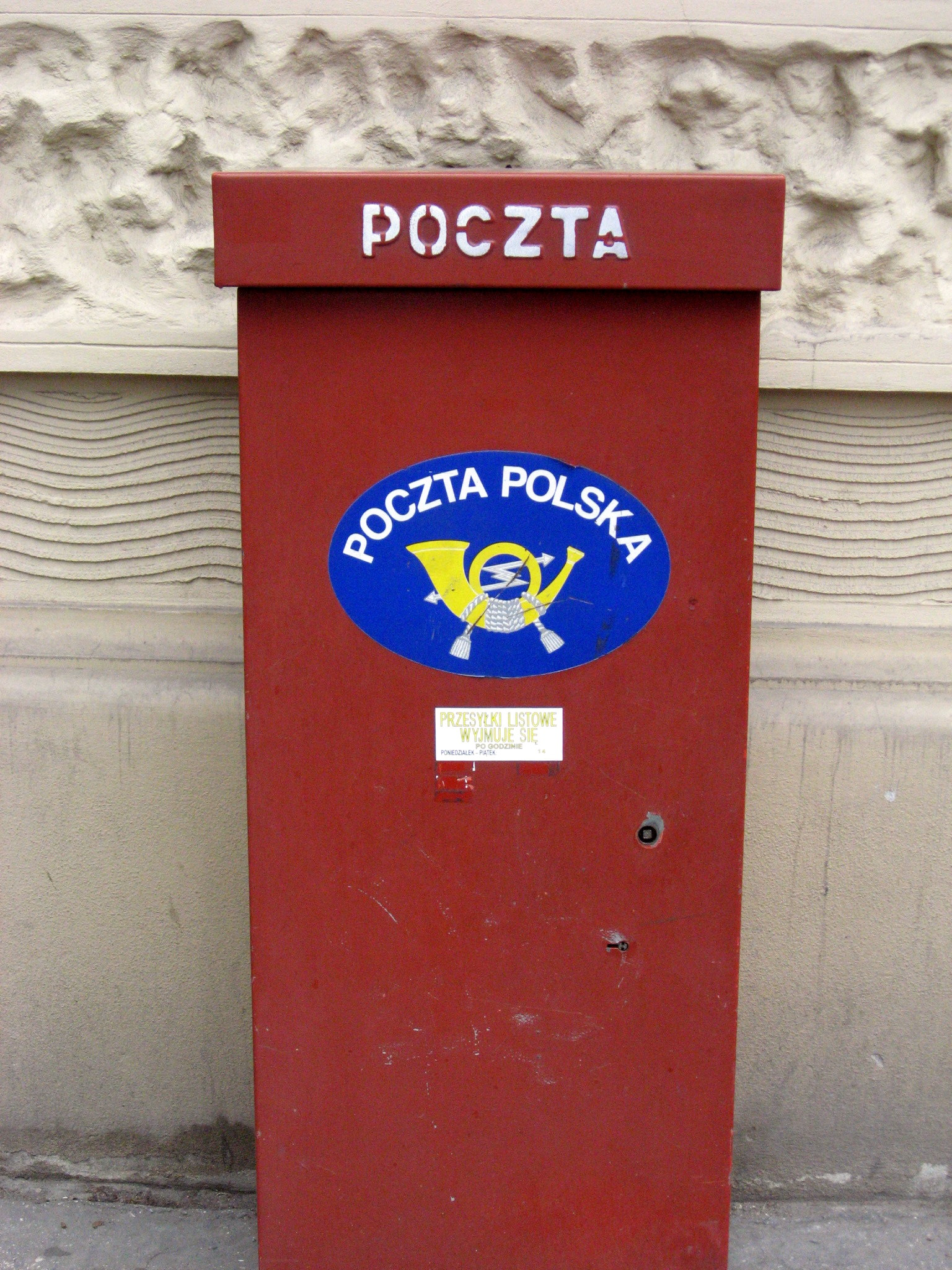
Trąbka na skrzynce pocztowej Poczty Polskiej

Trąbka pocztowa – jedna z wielu innowacji wprowadzonych przez włoską rodzinę reprezentowaną przez Franza von Taxisa, twórców systemu pocztowego w Europie. Zbliżający się do stacji pocztowej kurier dął w trąbkę, dzięki czemu jego zmiennik mógł zawczasu przygotować się do przesyłki i szybciej wyruszać w drogę. 
Dziś trąbka jest symbolem urzędów pocztowych w wielu krajach, także w Polsce. W Rzeczypospolitej Obojga Narodów trąbka pocztowa została wprowadzona pierwszymi reformami Stanisława Augusta Poniatowskiego w 1764 roku.